# Fotocomposición

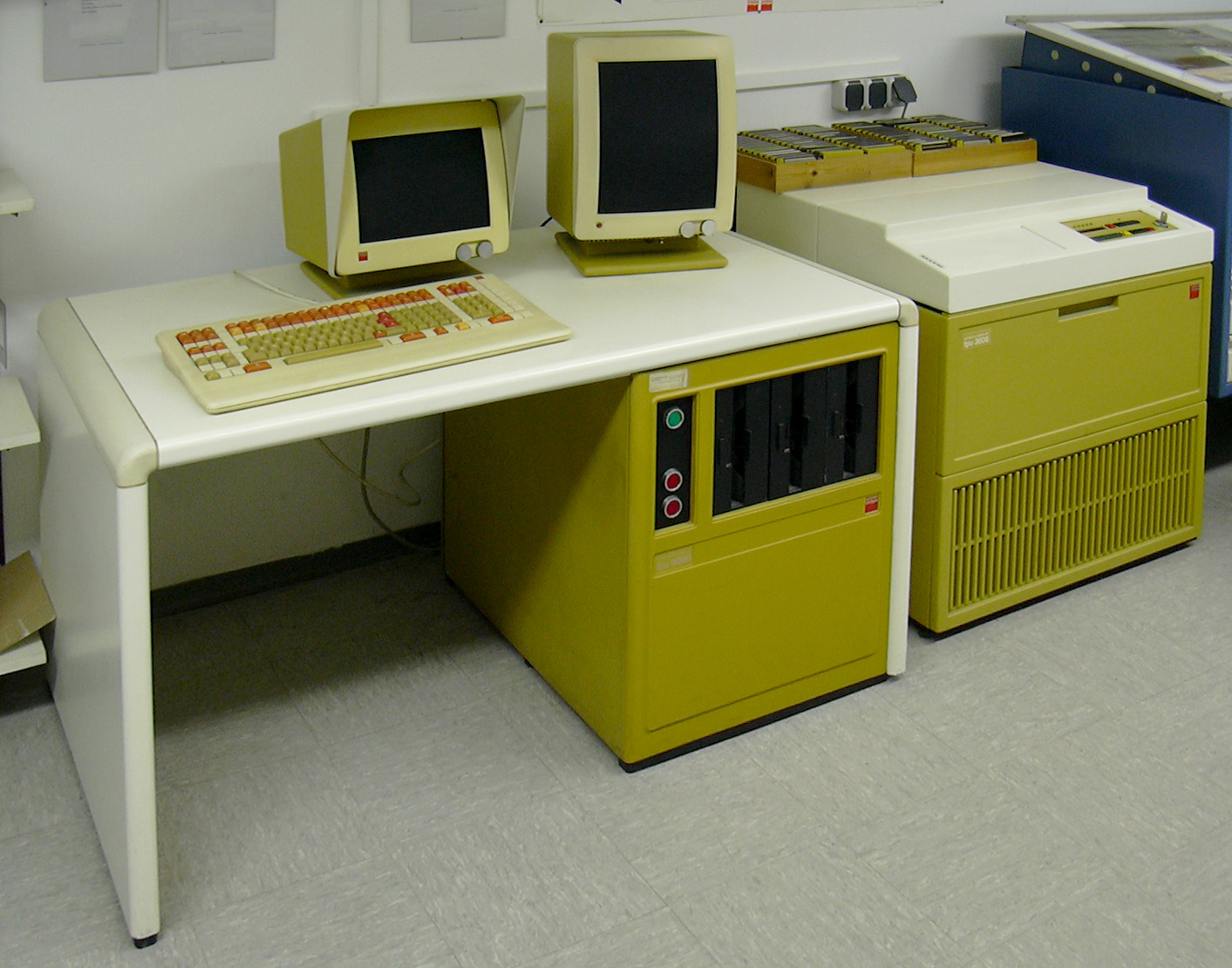
Unidades TPS y TPU de fotocomposición.

Fotocomposición es la capacidad de componer páginas, considerado obsoleto debido a la computadora personal y el software de autoedición, que utiliza un proceso fotográfico, para producir columnas de texto sobre papel fotográfico, compuesto por la acción mecánica de la fotocomponedora.
Los primeros fotocomponedores proyectaban rápidamente la luz a través de una imagen negativa de un carácter individual de una fuente tipográfica, luego a través de una lente que ampliaba o reducía el tamaño del carácter en papel fotográfico, que se recogía en una bobina en un recipiente a prueba de luz. El papel fotográfico o la película se alimentaban a un procesador, una máquina que halaba del papel o de la tira de película a través de dos o tres baños de sustancias químicas, donde emergía listo para su uso. 
La fotocomposición ofrecía numerosas ventajas sobre la linotipia, incluida la ausencia de mantener tipos de metal pesado y matrices en stock, la capacidad de utilizar una gama mucho más amplia de fuentes y gráficos e imprimirlos en cualquier tamaño deseado, así como una configuración de diseño de página más rápida.

## Historia
La historia de la industria de las artes gráficas ha ido evolucionando a través de diversas tecnologías desarrolladas para la automatización o mecanización del proceso tipográfico.
Tras la linotipia, una máquina de escritura de tipos sobre un lingote de plomo que se utilizaba para la producción de periódicos, surgió otro tipo de máquinas. Rudolf Hell dotó a estas máquinas de la capacidad de componer páginas a partir de matrices fotográficas o negativos de letras para producir cintas fotográficas compuestas por la acción mecánica de la fotocomponedora: de ahí el nombre de fotocomposición.
En la década de 1960 se sustituyeron los elementos ópticos por la proyección de la imagen mediante una pantalla de rayos catódicos, con lo que se logró una mayor productividad, con lo que desbancaron casi por completo a los sistemas antiguos y consolidaron el método de impresión ófset.
Dentro de la industria gráfica, la tipografía como procedimiento de impresión requería un método directo, tarea que podía cumplir la linotipia; sin embargo, para otro tipo de procedimientos de impresión —por ejemplo, para construir planchas para flexografía, heliograbado y ófset— eran necesarios otros instrumentos de trabajo que generaran los originales mecánicos. Las fotocomponedoras se encargarían de esas funciones al producir cintas con la titulación tipográfica necesaria tal y como veríamos si recortamos un titular de un periódico impreso. El método ofrecido eliminaba la necesidad de imprimir la galera tipográfica, producida por la linotipia, para el mismo procedimiento.
La forma actual de fotocomposición electrónica está presente en LaTeX, los procesadores de texto y las impresiones láser como un paso más en una evolución dentro de la historia en las artes gráficas.